# Platypontonia brevirostris
Platypontonia brevirostris är en kräftdjursart som först beskrevs av Edward John Miers 1884.
Platypontonia brevirostris ingår i släktet Platypontonia och familjen Palaemonidae. Inga underarter finns listade i Catalogue of Life.